# Притиц

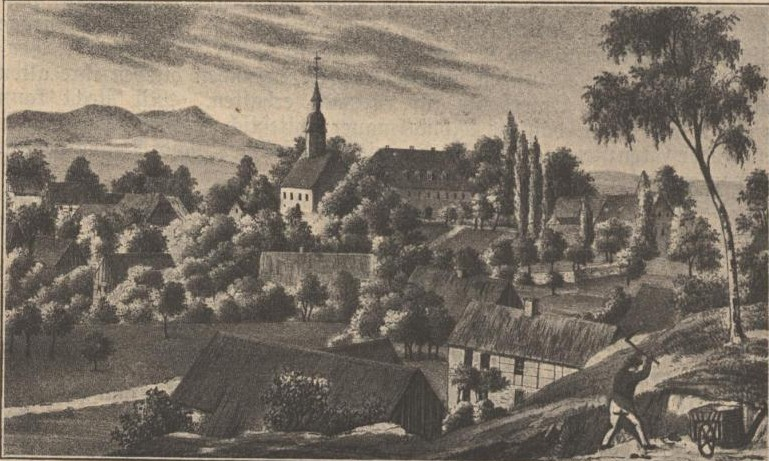
Притиц, 1840. Литография художника Иеронима Фридриха фон Штаммера (Hieronymus Friedrich von Stammer)

При́тиц (нем. Prietitz; серболужицкое наименование — Про́тецы, Просч в.-луж. Protecy, Prosć) — сельский населённый пункт в городских границах Эльстры, район Баутцен, федеральная земля Саксония, Германия. По дате первого упоминания считается самым древним сельским населённым пунктом в Верхней Лужице.

## География
Населённый пункт расположен севернее Эльстры на берегу реки Шварце-Эльстер (Чорны-Гальштров). На западе от деревни находится холм Лерхенберг (Lerchenberg) высотой 235 метров. Через населённый пункт проходят автомобильные дороги: S105 (участок Притиц — Эльстра) и K9237 (участок Тонберг — Хеннерсдорф).
Соседние населённые пункты: на северо-востоке — деревня Хеннерсдорф (Глиновц, в городских границах Каменца), на юго-востоке — деревня Крипиц (Крепецы, в городских границах Эльстры), на юге — Эльстра, на западе — деревня Вола (Валов, в городских границах Эльстры) и на северо-западе — деревня Виза (Брезня, в городских границах Каменца).

## История
Впервые упоминается в 1160 году под наименованием «Prezez». В 1994 году деревня вошла в городские границы Эльстры в статусе городского района.
Исторические немецкие наименования:
- Prezez, 1160
- Priszez, 1228
- Hartmannus de Priczizc, 1248
- Pretetz, 1310
- Preticz, 1396
- Pretticz, 1556
- Prietiz, 1562
- Prietitz, 1791

## Население
| 1834 | 1871 | 1890 | 1910 | 1925 | 1939 | 1946 | 1950 | 1964 | 1990 | 2011 | 2015 |
| ---- | ---- | ---- | ---- | ---- | ---- | ---- | ---- | ---- | ---- | ---- | ---- |
| 301  | 421  | 415  | 565  | 508  | 521  | 587  | 672  | 624  | 328  | 308  | 301  |